# Adjuntas de Arriba
Adjuntas de Arriba är en ort i Mexiko.   Den ligger i kommunen Balleza och delstaten Chihuahua, i den nordvästra delen av landet, 1 100 km nordväst om huvudstaden Mexico City. Adjuntas de Arriba ligger 2 104 meter över havet och antalet invånare är 110.
Terrängen runt Adjuntas de Arriba är kuperad åt sydost, men åt nordväst är den platt. Adjuntas de Arriba ligger nere i en dal. Runt Adjuntas de Arriba är det mycket glesbefolkat, med 3 invånare per kvadratkilometer. Närmaste större samhälle är Baquiriachi, 12,2 km norr om Adjuntas de Arriba. Omgivningarna runt Adjuntas de Arriba är i huvudsak ett öppet busklandskap.